# Copa Constitució 2024
La Copa Constitució 2024 fue la 32ª edición de la Copa Constitució. El torneo comenzó el 14 de enero y finalizó el 26 de mayo de 2024.
El equipo campeón garantizó un cupo en la primera ronda clasificatoria de la Liga Europa Conferencia de la UEFA 2024-25.
UE Santa Coloma obtuvo su cuarto título de copa tras vencer al Pas de la Casa por 1-0.

## Participantes
| Equipos de primera división | Equipos de segunda división |
| --------------------------- | --------------------------- |
| Inter Club d'Escaldes       | Rànger's                    |
| Atlètic Amèrica             | Rànger's                    |
| FC Santa Coloma             | Rànger's                    |
| UE Santa Coloma             | Rànger's                    |
| Penya Encarnada             | Rànger's                    |
| Esperança d'Andorra         | Rànger's                    |
| Atlètic Club d'Escaldes     | Rànger's                    |
| Carroi                      | Rànger's                    |
| Ordino                      | Rànger's                    |
| Pas de la Casa              | Rànger's                    |

## Primera ronda
Seis clubes de la Primera Divisió 2023-24 entraron en la primera ronda; los clubes restantes de la Primera Divisió y un club de la Segona Divisió 2023-24 no participaron en esa ronda.
| Local                      | Resultado        | Visitante           | Fecha       | Hora  | Estadio                          |
| -------------------------- | ---------------- | ------------------- | ----------- | ----- | -------------------------------- |
| CF Esperança d'Andorra (1) | 1 − 2            | Atlètic Amèrica (1) | 14 de enero | 11:00 | Centre d'Entrenament de la FAF 1 |
| Penya d'Andorra (1)        | 2 − 2 (pen. 4-3) | FC Santa Coloma (1) | 14 de enero | 15:00 | Centre d'Entrenament de la FAF 1 |
| Carroi (1)                 | 2 − 3            | UE Santa Coloma (1) | 14 de enero | 19:00 | Centre d'Entrenament de la FAF 1 |

## Cuartos de final
Los tres ganadores de la primera ronda y los cinco clubes a los que no participaron en la primera ronda accederon a los cuartos de final.
| Local                     | Resultado        | Visitante                   | Fecha       | Hora  | Estadio                          |
| ------------------------- | ---------------- | --------------------------- | ----------- | ----- | -------------------------------- |
| FC Ordino (1)             | 1 − 1 (pen. 3-4) | Pas de la Casa (1)          | 16 de marzo | 20:30 | Centre d'Entrenament de la FAF 1 |
| UE Santa Coloma (1)       | 1 − 0            | Penya Encarnada (1)         | 17 de marzo | 11:00 | Centre d'Entrenament de la FAF 1 |
| Inter Club d'Escaldes (1) | 1 − 0            | Atlètic Amèrica (1)         | 17 de marzo | 15:00 | Centre d'Entrenament de la FAF 1 |
| Rànger's (2)              | 0 − 4            | Atlètic Club d'Escaldes (1) | 17 de marzo | 19:00 | Centre d'Entrenament de la FAF 1 |

## Semifinales
| Local                       | Resultado        | Visitante           | Fecha       | Hora  | Estadio                          |
| --------------------------- | ---------------- | ------------------- | ----------- | ----- | -------------------------------- |
| Inter Club d'Escaldes (1)   | 3 − 3 (pen. 3-4) | Pas de la Casa (1)  | 24 de abril | 20:30 | Centre d'Entrenament de la FAF 1 |
| Atlètic Club d'Escaldes (1) | 0 − 1            | UE Santa Coloma (1) | 25 de abril | 20:30 | Centre d'Entrenament de la FAF 1 |

## Final
| 26 de mayo de 2024 | Pas de la Casa | 0:1 (0:0) (t. s.) | UE Santa Coloma     | Estadi Nacional, Andorra la Vieja |                                 |
| 18:00              |                | Reporte           | Faysal Chouaib 118' | Árbitro(s): Antoine Chiaramonti   | Árbitro(s): Antoine Chiaramonti |

| Campeón: UE Santa Coloma 4º título |

## Goleadores
| Pos. | Jugador            | Club            | Goles |
| ---- | ------------------ | --------------- | ----- |
| 1    | Hamza Ryahi        | FC Santa Coloma | 2     |
|      | Alexandre Alfaiate | Pas de la Casa  | 2     |
|      | Faysal Chouaib     | UE Santa Coloma | 2     |